# Lakaica
Lakaica (macedónul: Лакаица) település Észak-Macedóniában, a Délnyugati körzetben, Sztruga községben.

## Népesség
| Lakosok száma | 63   | 78   | 84   | 60   | 6    | 2    | 7    | 3    |      |
|               | 1948 | 1953 | 1961 | 1971 | 1981 | 1991 | 1994 | 2002 | 2021 |

2002-ben 3 macedón nemzetiségű lakosa volt.